# ロドリゴ・ゴメス
ロドリゴ・ゴメス（Rodrigo Gomes, 2003年7月7日 - ）は、ポルトガル・ヴィラ・ヴェルディ出身のサッカー選手。ウルヴァーハンプトン・ワンダラーズFC所属。ポジションはフォワード。

## 経歴
SCブラガの下部組織出身で、2020年10月3日のCDトンデラ戦にフランセルジオとの交代で途中出場し、プリメイラ・リーガ初出場を果たした。12月14日、タッサ・デ・ポルトガルのクルーベ・オリンピコ・ド・モンティージョ戦で初先発を果たし、後半24分にイウリ・メデイロスと交代するまでプレーした。2021年7月19日、2026年までの新契約を締結し、契約解除金が1500万ユーロから3500万ユーロに増額された。Bチームでシーズンを過ごした後、2022年8月21日のCSマリティモ戦でトップチームでの初ゴールを挙げた。
2023年8月4日、GDエストリル・プライアにレンタル移籍することがブラガから発表された。このレンタル契約に買取オプションは付帯していない。8月8日、エストリル・プライアもレンタル移籍することを正式に発表した。エストリル・プライアでは、右ウィングバックとしても起用された。
2024年6月12日、ウルヴァーハンプトン・ワンダラーズFCに移籍した。